# 翟姓
翟姓是一個漢姓，在《百家姓》中排名第292位。依人口數排行，台灣排名為197名，中國大陸排名為108名。總人數約一百七十八萬人。

## 起源
1. 出自隗姓，以國名命姓。隗本是周代中原北部的游牧民族赤狄人的姓。春秋時，赤狄人活動于晉、衛、齊、魯、宋等國之間，稱為翟姓。西元前六世紀末，晉國大舉進攻赤狄，滅掉翟國，翟人的後代就以原國名為姓。
2. 出自祁姓，是黃帝轩辕氏的後代，以国名为氏。上古時北方的翟族，後稱为翟國是遠古時黃帝後裔建立的。傳到春秋時，国人仍称黄帝之裔，翟國滅於晉國。晋再次分裂成韩、赵、魏三国，到战国时，三国又归秦。長期戰亂中，翟國人都以原國名為姓，逃奔遷居各地。[1]由于各地方言不同，翟姓形成了两种读音，居于北方者读（Dí），迁居南方者读（Zhái）。
3. 出自姬姓，以国名为氏。周成王封次子于翟（故城在今河南省鲁山），其后以国为氏。
4. 出自张姓改翟而来。据《知足集斋集》所载，安徽泾县之翟姓，原姓张。
5. 出自门姓，翟氏无男丁由门氏过继而来。河北省顺平县东安阳村之翟姓，乃门承翟姓。堂号敬门堂。
6. 出自丁零部，又稱赤勒、鐵勒、敕勒、高車、丁零、狄歷、阿至羅，冒頓單於時臣於匈奴。

- 郡望：南陽郡。

## 延伸阅读
[在维基数据编辑]
 《百家姓》
 《欽定古今圖書集成·明倫彙編·氏族典·翟姓部》，出自陈梦雷《古今圖書集成》